# Nefelín
Nefelín je tektosilikát sodíku a draslíku ze skupiny foidů. Poprvé byl popsán v roce 1801 (Haüy), chemický vzorec (Na,K)AlSiO4. Název pochází z řeckého "nephele", "nephos" = mrak, podle jeho chování v silné kyselině. Synonymum elaeolit. Hexagonální soustava, oddělení hexagonálně pyramidální. Klasifikace podle Strunze VIII/J.02–10.

## Vznik
Je typickým nerostem alkalických infuzív a efuzív, nenasycených SiO2. Vzniká též působením (metasomatózou) nefelinického magmatu na okolní horniny (zejména ruly).

## Morfologie
Vzácnější automorfní krystaly mají tvar krátkých šestihranných sloupečků (v syenitech, fonolitech, pegmatitech), obvykle tvoří nepravidelná zrna do velikosti několika cm.

## Vlastnosti
- fyzikální – tvrdost 5,5–6, hustota = 2,55–2,67 g/cm3, nedokonalá štěpnost podle [1010] a [0001], lasturnatý lom
- optické – bezbarvý, šedý, bílý, žlutavý, zelený, načervenalý, lesk matný až skelný, průsvitný až neprůhledný, bílý vryp
- chemické – 6,69% K, 11,8% Na, 18,47% Al, 19,23% Si, 43,81% O, možné příměsi Mg, Ca, H2O, snadno se rozkládá v HCl za vzniku gelu SiO2, důkaz zabarvením methylenovou modří, taje klidně na bezbarvé sklo, plamen barví žlutě (přítomnost sodíku)

## Odrůdy
Carnegit je vysokoteplotní modifikací, vznikající při 1254 °C

## Podobné minerály
Křemen, kalsilit, kaliofilit, panunzit, malinkoit

## Parageneze
Leucit, sanidin, analcim, endialit, natrolit, rodochrozit, sodalit, olivín, pyroxeny, amfiboly

## Využití
V keramickém průmyslu se používá jako přísada, ve sklářském průmyslu používán jako tavidlo, při výrobě korundu, menší význam jako ruda hliníku.

## Naleziště
- Česko

1. vrch Košťál (České středohoří) v nefelínickém syenitu
2. Roztoky nad Labem – essexit
3. Vinařická hora u Kladna – olivinický nefelínit
4. Podhorní vrch u Mariánských Lázní – olivinický nefelínit
5. Bořeň – znělec (fonolit)

- Světové lokality

1. chibinský masív na poloostrově Kola särnait, leukokrátní forma nefelínického syenitu, Švédsko

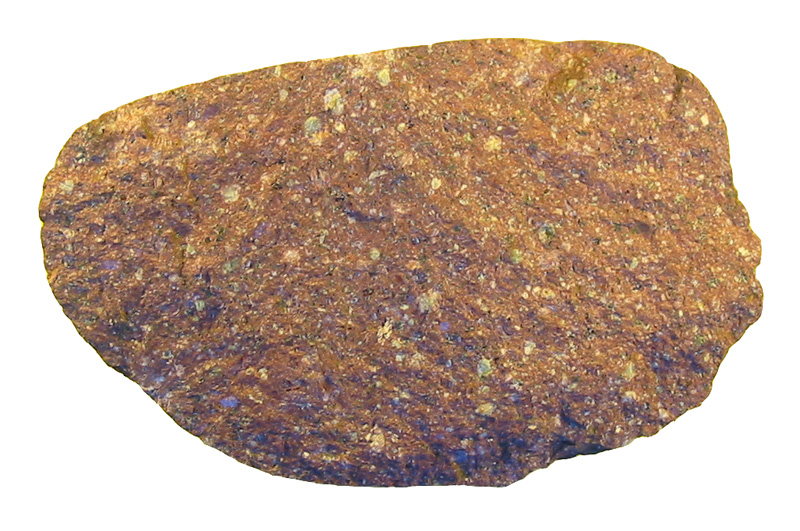
särnait, leukokrátní forma nefelínického syenitu, Švédsko

2. Jebel Bou Agras (Maroko)
3. Monte Somma, Vesuv (Itálie)
4. Bancroft, Hastings (Kanada)
5. Iivaavra (Finsko)
6. Serra de Monchique (Portugalsko)
7. Fiton, Puy-Grion (Francie)
8. Katzenbuckel (Německo)